# Cardiff Bay Harlequins Association Football Club
Il Cardiff Grange Harlequins è una società calcistica di gallese con sede a Cardiff. 
Fondata nel 1935, disputa le sue partite casalinghe nel Cardiff International Sports Stadium, a seguito dello spostamento nel 2010 dal vecchio impianto.

## Storia
Questa squadra dalla sua fondazione nel 1935 non si è mai distinta né nel sistema piramidale inglese, né in quello gallese, fino alla stagione 2005-2006, anno in cui hanno militato in massima divisione gallese. Nello stesso anno sono arrivati ultimi e retrocessi di nuovo, a causa della mancanza di tifosi e di problemi finanziari.
Nella stagione 2006-2007 sono ulteriormente retrocessi in terza divisione, e nella stagione 2008-2009 sono scesi alla quarta, arrivando vicini ad abbandonare il calcio gallese per i tornei locali.

## Lo stadio
Pur giocando a livelli bassi, il club gioca in uno dei più grandi e moderni stadi del Galles (solo tra quelle squadre che giocano nel campionato gallese), con una capacità di 5.000 persone e 2.613 posti a sedere, in tribuna coperta.
Inizialmente lo stadio si chiamava Leckwith Stadium, ed aveva la stessa capacità di quello attuale. Quando il Cardiff City decise di creare un impianto più grande, venne scelto come terreno quello in cui sorgeva il vecchio stadio dei Quins.

## Palmarès

### Competizioni regionali
- South Wales Senior League: 1

1992-1993

### Altri piazzamenti
- Welsh Football League Division One:

Secondo posto: 2004-2005
- Welsh Football League Division Two:

Secondo posto: 2002-2003
- South Wales Senior League:

Secondo posto: 1991-1992